# 酒井ワイナリー
酒井ワイナリー（さかいワイナリー、英称:Sakai Winery）は、山形県南陽市赤湯にあるワインメーカーである。

## 概要
赤湯村（現・赤湯）で生まれた酒井家十六代当主・酒井弥惣は、1887年（明治20年）に赤湯鳥上坂に於いてぶどう園を開いた。その5年後の1892年（明治25年）、弥惣が27歳の時、ぶどう酒醸造に着手したことに始まる。弥惣は、ぶどう酒醸造を帝国大学農科大学の古在由直から教えを受けていたが、味覚が合わないとのことから、見様見真似の独学だった。その後、1908年（明治41年）から1924年（大正13年）までの間、赤湯町長を務めた。酒井ワイナリーは、ぶどう酒醸造業として、東北では最古の歴史を誇り、三代目・又一、四代目・又平と後継された。そして現在は、2012年（平成24年）に、東京農業大学醸造科学科で学んだ五代目・酒井一平へと継承された
南陽市（旧赤湯町）でのぶどうの栽培の歴史は古く、約300年前から甲州種が栽培されていた。その他、ブラック・ハンブルク、マスカット・ハンブルクなどが増殖され、1895年（明治28年）頃には、全国屈指の欧州種の露路栽培の産地として発達した。酒井ワイナリーのワインの特徴としては、創業以来、昔ながらの無濾過ワインであること、濾過機を一切使わない。地下貯蔵庫で時間をかける、時には一年以上静置させて澱が下がるのを待ち、それから上澄みだけを瓶詰めにする。現在では、無濾過のワインはめずらしくなったが、戦後から昭和にかけての一時期には、日本国内のワイナリーのほとんどの醸造場では濾過が行われていた。酒井ワイナリーでは、その無濾過の製法今迄引き継ぎ、赤湯の地域特性にマッチした、自然農法による醸造・栽培を実行している。頑なまでの、一番大切な旨味や香りを損うことのない、ノンフィルター製法を現在まで守り続けている。

## 店舗情報
- 所在地 - 山形県南陽市赤湯980
- 代表取締役 - 酒井一平、栽培・醸造責任者 - 酒井一平
- 年間生産量 - 約2万5000本（国産比率100％）
- ぶどう畑 - 自社畑7.5ヘクタール、契約栽培畑5ヘクタール[2]

## 利用情報
- 定休日 - 第1水曜日・第3水曜日
- 営業時間 - 午前9時 - 午後5時（午後12時 - 午後1時除く）[1]

## 受賞歴
「日本ワイナリーアワード（Japan Winery Award）」
- 「第1回 日本ワイナリーアワード 2018」 - 五つ星獲得[4]
- 「第2回 日本ワイナリーアワード 2019」 - 五つ星獲得[5]
- 「第3回 日本ワイナリーアワード 2020」 - 五つ星獲得[6]
- 「第4回 日本ワイナリーアワード 2021」 - 五つ星獲得[7]
- 「第5回 日本ワイナリーアワード 2022」 - 五つ星獲得[8]
- 「第6回 日本ワイナリーアワード 2023」 - 五つ星獲得[9]

## 交通アクセス
- 鉄道 - JR東日本奥羽本線 赤湯駅よりタクシー利用約15分